# Paraharmochirus monstrosus
Paraharmochirus monstrosus là một loài nhện trong họ Salticidae. Chúng được Szombathy miêu tả năm 1915.